# Michel Simon
Michel Simon (Genf, 1895. április 9. – Bry-sur-Marne, 1975. május 30.) svájci színész. Híres filmjei: A szuka (1931), A vízből kimentett Boudou (1932), Atalanta (1934), Ködös utak (1938) és A vonat (1964). Fia François Simon színész.

## Filmjei
- La Vocation d’André Carel (1925)
- Feu Mathias Pascal (1926)
- Tire au flanc (1928)
- On purge bebe (1931)
- A szuka (1931)
- A vízből kimentett Boudu (1932)
- Atalanta (1934)
- Vidám tragédia (1937)
- Ködös utak (1938)
- Fiúk az intézetben (1938)
- A boldogság komédiája (1940)
- Pánik (1946)
- Az ördög szépsége (1950)
- La poison (1951)
- Monsieur Bard különös óhaja (1953)
- Az ígéret - Fényes nappal történt (1958)
- Candide, avagy a XX. század optimizmusa (1961)
- Emile hajója (1962)
- Az ördög és a tízparancsolat (1962)
- A vonat (1964)
- Az öregember és a gyerek (1967)
- Ce sacré grand-pere (1968)
- Vér és liliom (1971)
- La piů bella serata della mia vita (1972)